# Giro di Svizzera 1960
Il Giro di Svizzera 1960, ventiquattresima edizione della corsa, si svolse dal 16 al 22 giugno 1960 per un percorso di 1 278,5 km, con partenza da Zurigo e arrivo a Basilea. Il corridore svizzero Alfred Rüegg si aggiudicò la corsa concludendo in 35h54'33".
Dei 63 ciclisti alla partenza arrivarono al traguardo in 46, mentre 17 si ritirarono.

## Tappe
| Tappa  | Data      | Percorso                            | km      | Vincitore di tappa | Leader cl. generale |
| ------ | --------- | ----------------------------------- | ------- | ------------------ | ------------------- |
| 1ª     | 16 giugno | Zurigo > Kreuzlingen                | 199     | Henri Epalle       | Henri Epalle        |
| 2ª     | 17 giugno | Kreuzlingen > Davos                 | 189     | Alfred Rüegg       | Henri Epalle        |
| 3ª     | 18 giugno | Davos > Lugano                      | 192     | Walter Martin      | Henri Epalle        |
| 4ª     | 19 giugno | Lugano > Carona (cron. individuale) | 15,5    | Alfred Rüegg       | Alfred Rüegg        |
| 5ª     | 20 giugno | Lugano > Thun                       | 237     | Erwin Lutz         | Alfred Rüegg        |
| 6ª     | 21 giugno | Thun > Montreux                     | 207     | Jean Selic         | Alfred Rüegg        |
| 7ª     | 22 giugno | Montreux > Basilea                  | 239     | Marcel Blavier     | Alfred Rüegg        |
| Totale | Totale    | Totale                              | 1 278,5 |                    |                     |

## Dettagli delle tappe

### 1ª tappa
- 16 giugno: Zurigo > Kreuzlingen – 199 km

Risultati
| Pos. | Corridore    | Squadra | Tempo     |
| ---- | ------------ | ------- | --------- |
| 1    | Henri Epalle | Liberia | 4.h56'38" |
| 2    | Willy Trepp  | Tigra   | a 3'21"   |
| 3    | Louis Proost | Carpano | a 3'25"   |

### 2ª tappa
- 17 giugno: Kreuzlingen > Davos – 189 km

Risultati
| Pos. | Corridore      | Squadra    | Tempo    |
| ---- | -------------- | ---------- | -------- |
| 1    | Alfred Rüegg   | Telefunken | 5h34'50" |
| 2    | Ezio Pizzoglio | Carpano    | a 1'07"  |
| 3    | Kurt Gimmi     | Carpano    | a 1'39"  |

### 3ª tappa
- 18 giugno: Davos > Lugano – 192 km

Risultati
| Pos. | Corridore      | Squadra | Tempo   |
| ---- | -------------- | ------- | ------- |
| 1    | Walter Martin  | Carpano | 5h34'31 |
| 2    | Marcel Blavier | Wiel's  | a 30"   |
| 3    | Attilio Moresi | Mondia  | a 3'05" |

### 4ª tappa
- 19 giugno: Lugano > Carona – Cronometro individuale – 15,5 km

Risultati
| Pos. | Corridore     | Squadra      | Tempo  |
| ---- | ------------- | ------------ | ------ |
| 1    | Alfred Rüegg  | Telefunken   | 28'18" |
| 2    | René Strehler | Wiel's       | a 28"  |
| 3    | Renato Longo  | Feru-Sadexan | s.t.   |

### 5ª tappa
- 20 giugno: Lugano > Thun – 237 km

Risultati
| Pos. | Corridore    | Squadra | Tempo    |
| ---- | ------------ | ------- | -------- |
| 1    | Erwin Lutz   | Tigra   | 7h25'38" |
| 2    | Kurt Gimmi   | Carpano | a 1'02"  |
| 3    | Ernst Traxel | Tigra   | s.t.     |

### 6ª tappa
- 21 giugno: Thun > Montreux – 207 km

Risultati
| Pos. | Corridore     | Squadra | Tempo    |
| ---- | ------------- | ------- | -------- |
| 1    | Jean Selic    | Liberia | 5h21'42" |
| 2    | Kamiel Buysse | Wiel's  | a 5'15"  |
| 3    | Oreste Magni  | Ignis   | a 6'30"  |

### 7ª tappa
- 22 giugno: Montreux > Basilea – 239 km

Risultati
| Pos. | Corridore      | Squadra    | Tempo    |
| ---- | -------------- | ---------- | -------- |
| 1    | Marcel Blavier | Wiel's     | 6h14'17" |
| 2    | Nino Assirelli | Ignis      | a 35"    |
| 3    | Piet van Est   | Vredestein | a 51"    |

## Classifiche finali

### Classifica generale
| Pos. | Corridore       | Squadra    | Tempo     |
| ---- | --------------- | ---------- | --------- |
| 1    | Alfred Rüegg    | Telefunken | 35h54'33" |
| 2    | Kurt Gimmi      | Carpano    | a 2'37"   |
| 3    | René Strehler   | Wiel's     | a 2'53"   |
| 4    | Attilio Moresi  | Mondia     | a 3'22"   |
| 5    | Victor Sutton   | Liberia    | a 3'47"   |
| 6    | Giuseppe Dante  | Ignis      | a 4'09"   |
| 7    | Erwin Lutz      | Tigra      | a 4'10"   |
| 8    | Jef Lahaye      | Vredestein | a 4'52"   |
| 9    | Stefano Gaggero | Carpano    | a 5'22"   |
| 10   | Jean Selic      | Liberia    | a 8'40"   |

### Classifica scalatori
| Pos. | Corridore      | Squadra    | Punti |
| ---- | -------------- | ---------- | ----- |
| 1    | Alfred Rüegg   | Telefunken | 50    |
| 2    | Kurt Gimmi     | Carpano    | 35,5  |
| 3    | Jef Lahaye     | Vredestein | 30    |
| 4    | Attilio Moresi | Mondia     | 28,5  |
| 5    | Victor Sutton  | Liberia    | 28    |

### Classifica a punti
| Pos. | Corridore     | Squadra    | Punti |
| ---- | ------------- | ---------- | ----- |
| 1    | Kurt Gimmi    | Carpano    | 51    |
| 2    | Alfred Rüegg  | Telefunken | 54    |
| 3    | René Strehler | Wiel's     | 57    |
| 4    | Jef Lahaye    | Vredestein | 62    |
| 5    | Erwin Lutz    | Tigra      | 62    |